# Ateuchus histrio
Ateuchus histrio là một loài bọ cánh cứng trong họ Bọ hung (Scarabaeidae).